# Егизарян, Бенник Срапионович
Бенник Срапионович Егизарян (1935 — 2004) — начальник Карабульского ПМК №10 треста Красноярсклесстрой, Красноярский край, Герой Социалистического Труда.

## Биография
Родился 28 августа 1935 года в селе Данагирмаз Апаранского района Армянской ССР (с 1946 года - Овит, с 1967 года - Нигаван).
Свою трудовую деятельность начал электромонтёром в 1952 году. В этом же году по распоряжению районного комитета комсомола был направлен на освоение целинных земель. В 1955—1960 годах был назначен начальником Пинчугского стройучастка, затем — Карабульского участка треста «Красноярсклесстрой». С 1967 года Егизарян занимал должность начальника Инбахинского СУ-41, с 1972 года - начальника Нижне-Кизирской передвижной механизированной колонны (ПМК). 14 марта 1973 года Бенник Срапионович возглавил крупную строительную организацию — Карабульскую ПМК-10 треста «Ангарлесстрой». 
Кроме производственной, занимался общественной деятельностью - неоднократно избирался депутатом районного Совета депутатов. 
Умер 16 августа 2004 года. Имел двоих детей — сына и дочь.

## Награды
- Герой Социалистического Труда — Указом № 599 Президента СССР Михаила Сергеевич Горбачёва «О присвоении звания Героя Социалистического Труда тов. Егизаряну Б. С.» от 20 августа 1990 года «за большой личный вклад в повышение эффективности производства, внедрение прогрессивных форм и методов труда, успешное решение социальных вопросов»[2].
- Также был награждён орденами «Октябрьской революции», «Трудового Красного Знамени» и медалями.